# 양영태 (치과의사)
양영태(梁榮太)는 경남 마산에서 출생한 대한민국의 치과의사이자 前 군인·교육인·기고가·시민사회단체인·언론인·음악가·정치평론가·시인·번역가이다.

## 생애
그는 서울대학교 치과대학원 치의학 박사 학위를 받았으며 육군 대령으로 예편하였다. 육군 재직 시 박정희, 전두환 대통령의 주치의를 담당하였다. 치과의사로 서울대학교 초빙교수, 연세대학교 치과대학 보철과 외래교수, 육해공예비역 대령연합회 사무총장, 자유언론인협회장·국민행동본부 부본부장 등을 역임했다. 2007년 신문사 인터넷타임즈 발행인 겸 대표를 맡고 있다. 1984년부터 여의도예치과 원장 (구. 양영태치과원장)으로 환자 진료에 임하고 있다.

## 학력
- 진해고등학교 졸업
- 서울대학교 치의학 학사
- 서울대학교 신문대학원 언론학 석사
- 중앙대학교 예술대학원 지휘학과 예술학 석사
- 중앙대학교 대학원 의학석사
- 오사카 대학교 치과대학원 치의학박사

## 경력
- 인턴·레지던트 수료(보철학 전공)
- 서울대학교 대학신문기자 및 총학생회 기획위원장 역임
- 서울대학교 신문대학원 졸업(신문학석사)
- 일본 오사카치과대학원 박사과정 수료(치의학박사)
- 대한민국 대통령 치과주치의사 역임
- 대한민국 대통령령 경호실 치과의사 역임
- 미국 UCLA치과대학 Visiting Scholar 역임
- 미국 HARVARD 치과대학 임플란트 연수 (I.T.I)
- 국군서울지구병원 부원장 겸 치과부장(육군대령) 역임
- 서울대학교 초빙교수·서울치대 외래교수 역임, 연세치대·이화·한양·인제·건양의대 외래교수 역임
- 서울대학교 최고경영자 과정, 서강대 가톨릭 경영자과정 수료
- 88 서울올림픽조직위원회 선수촌병원 운영위원 역임
- 문화방송(MBC) 시청자위원 역임
- 민주평통상임위원 및 평통자문위원 역임
- 정부의료개혁위원 역임
- 세계치과의사총연맹 조직위원회 대변인 역임
- 대한치과의사협회·서울시치과의사회 공보이사 역임
- 보국훈장·포장·대통령표창·치과의료문화상 외 다수 수상
- 무공포장 수상
- 한국음악평론가협회 이사 역임
- 고려교향악단 단장 역임
- 서울대학교 음악대학 실기전공자과정 수료(성악)
- 중앙대학교 예술대학원 음악과 졸업(합창지휘전공 음악석사)
- 한국지휘자아카데미 3SUSRHKWJD 졸업(원장 윤학원 교수)
- 서울 글로리아합창단 단장·상임지휘자·교회성가대 지휘
- 대한민국 재향군인회 이사 · 합창단장 상임 지휘자
- 미8군 의무자문관역임
- 양영태치과의원 원장(치의학사, 언론학 석사, 예술학 석사, 의학석사, 치의학 석사, 치의학 박사)
- 보철과 인정의, 치주과 인정의, 대한치과이식(임프란트)학회 인증의, 교정과 인정의 (역임)
- 육해공군해병대(예)대령연합회 사무총장·대변인역임
- 국민행동본부 부본부장
- 자유언론인협회 협회장
- 아태문인협회 운영위원장
- 중앙일보 창간 40주년 ‘한국사회 파워엘리트 대해부-전세대를 통한 학연 최고 마당발´로 선정[2]
- 한울문학상 수상, 시인
- 우수보철치과의사 (대한치과보철학회)
- 우수임플란트임상의사(대한치과이식임플란트학회)
- 대한치과의사협회장상(공로상)수상
- (현재) 여의도예치과 원장 (구. 양영태치과 원장)
- 2012 ~ 2014 한림대학교 의과대학 외래교수
- 2014 ~ 한림대학교의료원 치과 외래교수
- 2014 ~ 대한턱관절교합학회 정회원
- 2015 ~ 이화여자대학교 의과대학 외래교수
- 2015 ~ 대한민국재향군인회 이사, 홍보특보

## 같이 보기
- 서정갑
- 이회창
- 박근혜
- 국민행동본부